# بلوتاون (تگزاس)
بلوتاون (به انگلیسی: Bluetown) یک منطقهٔ مسکونی در ایالات متحده آمریکا است که در تگزاس واقع شده‌است. بلوتاون ۶٫۳ کیلومتر مربع مساحت و ۳۵۶ نفر جمعیت دارد و ۲۰٫۴۲ متر بالاتر از سطح دریا واقع شده‌است.